# Мадам Баттерфляй (фильм-опера, 1995)
«Мада́м Баттерфля́й» (итал. Madame Butterfly) — художественный кинофильм-опера режиссёра Фредерика Миттерана, поставленный в 1995 году, совместного производства стран Франции, Германии, Великобритании и Японии, экранизация одноимённой оперы Джакомо Пуччини.

## Сюжет
Действие происходит в XIX веке в Японии, в городе Нагасаки.
Кинофильм-опера является экранизацией оперы Джакомо Пуччини «Мадам Баттерфляй», которая была создана по мотивам драмы Давида Беласко «Гейша», написанной по мотивам одноимённой журнальной повести Джона Лютера Лонга.
Кроме оркестрового рассвета к третьему действию, в кинофильме нет музыкальных купюр, что редко встречается в фильмах такого плана.
Изложение сюжета см. в статье «Мадам Баттерфляй».

## В ролях
| Актёр              | Роль                                            |
| ------------------ | ----------------------------------------------- |
| Ин Хуан            | Чио-Чио-сан (мадам Баттерфляй)                  |
| Ричард Трокселл    | Бенджамин Франклин Пинкертон, лейтенант ВМФ США |
| Нин Лян            | Сузуки, служанка Чио-Чио-сан                    |
| Ричард Коуэн       | Шарплесс, американский консул                   |
| Джинг Ма Фан       | Горо, сват                                      |
| Кристоферен Номура | принц Ямадори                                   |
| Констанс Хауман    | Кэйт Пинкертон, жена Б.Ф.Пинкертона             |
| Кусакабэ Йо (Ё)    | Бонза, дядя Чио-Чио-сан                         |
| Камель Туати       | Якусиде, дядя Чио-Чио-сан                       |
| Мики-Лу Пинар      | Долоре, ребенок, сын Чио-Чио-сан                |
| Ёси Ойда           | отец Чио-Чио-сан                                |

## Музыканты
- Оркестр Парижа
- Хор Парижского радио
- Дирижёр Джеймс Конлон[англ.]

## Съёмочная группа
- Режиссёр: Фредерик Миттеран
- Продюсеры: Ахмед Баха Аттиа, Пьер-Оливье Барде, Даниэль Тоскан дю Плантье[фр.], Карима Ладжими
- Композитор: Джакомо Пуччини
- Сценаристы: Луиджи Иллика, Джузеппе Джакоза, Фредерик Миттеран
- Оператор: Филипп Уэлт
- Монтажёр: Люк Барнье[фр.]
- Художники-постановщики: Мишель Аббе-Ванье, Тайеб Жаллули
- Художник по костюмам: Кристиан Гаск[фр.]

## Награды
- 1996 — Премия «Сезар» за лучшие костюмы (Кристиан Гаск[фр.])

## Издание на видео
- Выпущен на DVD